# ワイルドフラワー (テレビドラマ)
『ワイルドフラワー』（英語: Wildflower）は、フィリピンABS-CBNで2017年2月13日から2018年2月9日まで放送されたテレビドラマ。